# Прапор Черняхівського району
Пра́пор Черняхі́вського райо́ну — офіційний символ Черняхівського району Житомирської області, затверджений 14 жовтня 2005 року рішенням сесії Черняхівської районної ради.

## Опис
Прапор являє собою прямокутне полотнище зі співвідношенням сторін 2:3 і складається з двох горизонтальних смуг червоного та зеленого кольорів, що мають співвідношення 3:4. У центрі червоної смуги розміщено жовте колосся, поверх якого покладено блакитні квітки льону з жовтими серцевинами, зелені шишки хмелю і листя. У центрі зеленої смуги зображено дві білі кирки з жовтими рукоятками, покладені косим хрестом.